# 欧丹库尔
欧丹库尔（法語：Audincourt，法語發音：[odɛ̃kuʁ]）是法国杜省的一个市镇，位于该省东北部，属于蒙贝利亚尔区，也是蒙贝利亚城市公共社区的一部分。

## 地理
欧丹库尔（47°28'58"N, 6°50'23"E）面积8.76 平方千米，位于法国勃艮第-弗朗什-孔泰大區杜省，该省份为法国东部内陆省份，北起上索恩省，西接汝拉省，东部及东南部与瑞士接壤，东北部与贝尔福地区省接壤。
与欧丹库尔接壤的市镇（或旧市镇、城区）包括：蒙贝利亚尔、瑟隆库尔、塔耶库尔、瓦朗蒂涅、武若库尔。

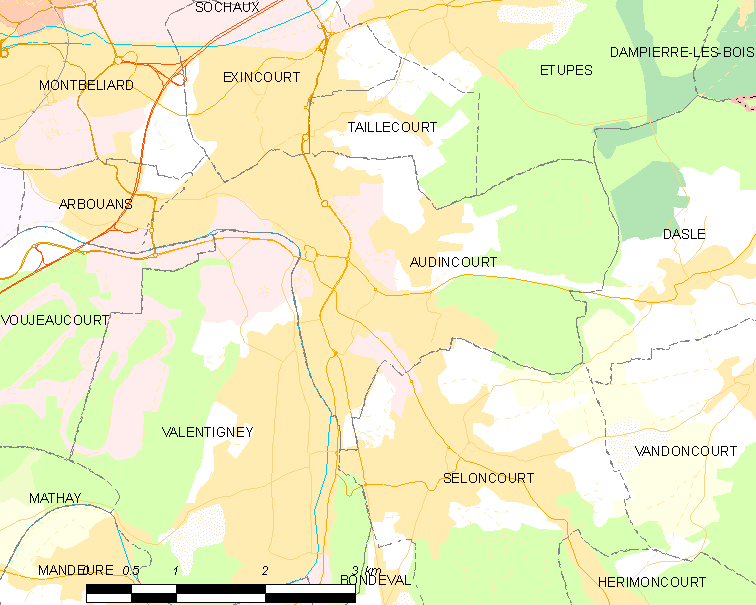
欧丹库尔的OSM定位图

欧丹库尔的时区为UTC+01:00、UTC+02:00（夏令时）。

## 行政
欧丹库尔的邮政编码为25400，INSEE市镇编码为25031。

## 政治
欧丹库尔所属的省级选区为欧丹库尔县。

## 人口

1962-2008年间欧丹库尔人口变化图示

欧丹库尔于2022年1月1日时的人口数量为14009人。